# Куцина (цар)
Куцина (д/н — 563) — очільник (дукс або цар) вождества Хребта (розглядається як володар берберів-мастракіїв).

## Життєпис
Про батьків відомо лише те, що батько був берберським вождем, а мати походила з романізованих нумідійців. У 533 році долучився до війни візантійців на чолі з Велізарієм проти Королівства вандалів і аланів. На 534 році вже був очільником володіння в Бізацені, де суперничав з Анталом, що підігрівалося візантійцями. Вже у 534 році невдоволений новими порядками Куцина повстав проти візантійців. До нього долучилися вожді Есділаса, Медісініса, Юрфурта. Спільно вони захопили значну частину Бізацени, знищивши кінний загін гуна Егана і фракійця Руфіна. Але у вирішальній битві біля Мамми бербери зазнали нищівної поразки від префекта і магістра Соломона. Куцина врятувався у володіння Ябди, царя Авресу.
У 536 році після початку повстання у візантійському війську на чолі зі Стотзею зумів повернути владу над своїм володінням. Проте виявив політичну далекоглядність, відмовившись надати підтримку повсталим. Під час другого урядування Соломона зберігав з ним мирні стосунки. У 544 році з початком повстання берберів у Бізацені залишився союзником візантійців, оскільки їхнім ворогом тепер виступав Антал, давній суперник Куцини. Але після поразки того ж року Соломона й його загибелі Куцина змінив настрої й навесні разом з Ябдою доєднався до Антала у поході на Карфаген. Тут преторіанський префект Ареобінд підкупив Куцину, щоб той вбив Антала. Втім союзник останнього Гонтарік, дукс Нумідії, попередив того. Куцина вимушений був відмовитися від своїх планів. Але після захоплення влади в Карфагені Гонтаріком перейшов на його бік. Спільно з військовиком Артабаном рушив проти Антала і Ябди, яким було завдано тяжкої поразки. Того ж року долучився до війська нового магістра армії Іоанна Трогліти. Брав участь у битві при Марта, де візантійців було переможено. Після цього вступив у конфлікт з іншим берберським вождем Іфісдаєю, який залагодив Трогліта.
Згодом сприяв відновленню візантійської влади в Африці. 548 року Куцина звитяжив у битві на Катонських полях (поблизу Утіки), де було завдано нищівної поразки повсталим Анталу і Каркасану. Відтоді сприяв владі імперії в Бізацені, отримуючи субсидії. Також йому було надано права римського громадянина і титул екзарха нумідійців.
У 563 році преторіанський префект Іоанн Рогатин відмовився сплачувати субсидії й наказав вбити Куцину, що спричинило повстання в Бізацені.